# 間澤站
間澤站（日语：／ Mazawa eki */?）是位於山形縣西村山郡西川町，山形交通三山線的鐵路車站（廢站）。在啟用當初，此站主要處理來自周邊礦山的貨物。在戰後的經濟高度成長期（昭和30-40年代），許多前往月山滑雪的乘客使用此站。

## 歷史
- 1928年（昭和3年）9月17日：三山電氣鐵道海味站至此站之間開通，此站啟用[1][2]
- 1943年（昭和18年）10月1日：山形交通成立，成為山形交通三山線車站。
- 1974年（昭和49年）11月18日：山形交通三山線全線廢除，此站也被廢除[2]。

## 車站構造
此站是地面車站，設有1面1線的單式月台。在站內設有三山線的車廠（三山電車庫）。

## 車站周邊
車站是位於西川町的町中心，設有許多商店和餐廳。站前（遺址）設有野菜料理專門店出羽屋。

## 現況
在廢線後，車站遺址變成了山形交通三山營業所（現時：間澤候車處），也成為了山形至鶴岡之間的其中一座巴士站用地。另外，在候車室內曾經短暫展出了三山電鐵的路軌、架空電纜和路籤等展品。另外在玻璃櫃中也展出了曾經是鎮上的主要產業之一的針織產品。
在山形自動車道開通前，車站遺址的巴士站是其中一座重要的特急巴士停靠站。在該高速公路開通後，由於建築物老化，便於1995年（平成7年）把建築物拆毀。隨著周邊的道路進行擴寬和町的衰落等因素，已經看不到車站的蹤影。

## 相鄰車站
山形交通
三山線
西海味－間澤

## 注腳
1. ↑  「地方鉄道運輸開始」《官報》1928年9月22日（國立國會圖書館數碼化收藏）
2. 1 2  《日本鐵道旅行地圖帳 全線全站全廢線 2 東北》（監修：今尾惠介，新潮社，2008年6月發行）43頁
3. ↑  （交通新聞社 2017年6月）p.116 - 119

## 相關項目
- 日本鐵路車站列表 Ma